# Rahatgarh
Rahatgarh é uma cidade e uma nagar panchayat no distrito de Sagar, no estado indiano de Madhya Pradesh.

## Geografia
Rahatgarh está localizada a 23° 47′ N, 78° 22′ L. Tem uma altitude média de 461 metros (1 512 pés).

## Demografia
Segundo o censo de 2001, Rahatgarh tinha uma população de 25 217 habitantes. Os indivíduos do sexo masculino constituem 53% da população e os do sexo feminino 47%. Rahatgarh tem uma taxa de literacia de 51%, inferior à média nacional de 59,5%: a literacia no sexo masculino é de 61% e no sexo feminino é de 40%. Em Rahatgarh, 19% da população está abaixo dos 6 anos de idade.